# Półforsujące BA
Półforsujące 1BA – brydżowa konwencja licytacyjna, część polskiego systemu licytacyjnego "Nasz System". W odróżnieniu od forsującego BA po otwarciu 1 w kolor starszy, otwierający może spasować na półforsujące BA ale tylko z absolutnym minimum, bez żadnych nadwyżek ani honorowych, ani układowych. Po otwarciu 1 w kolor starszy, 1BA pokazuje:
- 6-11PH bez fitu,
- 4-6PH z fitem - minipodniesienie,
- około 11PH z fitem.